# VSM Group

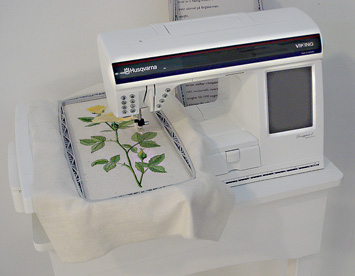
Швейная машинка Husqvarna Viking

VSM Group AB (сокр. от англ. Viking Sewing Machines) — шведская компания по производству швейного оборудования. Расположена в городе Хускварна. Ранее назвалась Husqvarna Sewing Machines.
Компания наиболее известна своими компьютеризированными («умным») бытовыми швейным машинкам и оверлокам, выпускаемыми под брендами «Husqvarna Viking» и «Pfaff». Под брендом «VSM» выпускаются несколько линеек швейных машин, от наиболее функциональных машин серии «Designer» до простых механических (некомпьютеризированных) серии «Huskystars». Линейки обновляются примерно раз в год с выпуском усовершенствованных моделей.
В феврале 2006 года VSM Group была куплена компанией Kohlberg & Co (англ.), владеющей брендом Зингер (англ. Singer). Зингер и VSM Group были объединены в компанию под названием SVP Worldwide (англ.), полученном по первым буквам брендов Singer, Viking и Pfaff.